# María de Cléveris (1553-1574)
María de Cléveris o de Nevers (1553-París, 30 de octubre de 1574), fue una princesa de la Casa de La Marck, y princesa de Condé por su matrimonio con el príncipe Enrique I de Borbón-Condé. Suscitó la pasión del duque de Anjou, el futuro rey Enrique III de Francia, con quien tuvo una hija. Era la hija menor del duque Francisco I de Nevers y Margarita de Borbón-Vendome, hermana mayor de Antonio I de Navarra.
Era también hermana de Enriqueta y Catalina de Cléveris, prima hermana por vía materna de Enrique IV de Francia, y prima segunda de Ana de Cléveris, la cuarta esposa de Enrique VIII de Inglaterra. Enrique I de Guisa y Luis Gonzaga-Nevers fueron sus cuñados.

## Biografía
María se crio con su tía, la reina Juana III de Navarra, que la educó en el calvinismo. En 1564 o 1565, heredó de su hermano, Jacques de Nevers, el condado de Beaufort, el marquesado de Isles, la baronía de Jaucourt y el señorío de Jully.
En 1572 se casó por el rito protestante con su primo hermano, Enrique I de Borbón-Condé, duque de Enghien. Unos días más tarde, tras la Matanza de San Bartolomé, la pareja se vio obligada a convertirse al catolicismo y a casarse de nuevo por el rito católico. En esa época, María era cortejada por el duque de Anjou, hermano y heredero del rey Carlos IX de Francia.
Cuando su esposo huyó de la corte y se reincorporó a la causa protestante, María se negó a seguirle, y se quedó en la corte. La mala salud del rey le hacía albergar esperanzas de que el duque de Anjou heredara el trono y, tras divorciarse de su marido, la tomara por esposa. De hecho, esa era la intención de Enrique III cuando se convirtió en rey.
Pero María murió el 30 de octubre de 1574, a los 21 años, antes de poder llevar a cabo sus planes. Según algunas fuentes, su muerte se debió a una infección pulmonar, aunque otras la achacan a complicaciones del parto, al dar a luz a la hija que tuvo con el rey Enrique III, Catalina, marquesa de Isles, que heredó los títulos y bienes de su madre.
Enrique de Borbón-Condé se volvió a casar con Carlota de la Trémoille. Por su parte, el rey Enrique III sufrió una fuerte depresión durante varios meses, y finalmente se casó con Luisa de Lorena-Vaudémont, que tenía un sorprendente parecido con María, aunque esta boda era poco ventajosa para la corona, y no contaba con el beneplácito de la reina madre Catalina de Médici.